# Карпеева, Светлана Анатольевна
Светлана Анатольевна Карпеева (родилась 16 октября 1985 года в Омске, СССР) — российская пловчиха, мастер спорта международного класса, неоднократная чемпионка России и победительница этапов Кубка мира. Рекордсменка России на дистанции 200 м комплексным плаванием.
На Летних Олимпийских играх в Пекине Светлана выступила на 3 дистанциях:
- 200 м комплексным плаванием — 16-е время в предварительных заплывах (2 мин 12,94 сек — новый рекорд России) и 13-е время в полуфинале (2 мин 13,26 сек)
- 400 м комплексным плаванием — 31-е время в предварительных заплывах (4 мин 50,22 сек)
- Эстафета 4×100 м вольным стилем (в составе сборной России) — 12-е время в предварительных заплывах